# اومگا
اومگا (بزرگ: Ω، کوچک: ω; یونانی Ωμέγα) بیست و چهارمین حرف الفبای یونانی است. و در دستگاه شمارش یونانی مقدار ۸۰۰ را دارد. نام این حرف به معنی اوی بزرگ است (ō مگا، مگا به معنی بزرگ است)، که در مقابل امیکرون است "little O" (به معنای اوی کوچک).

## نماد اومگا در حالت بزرگ
- در فیزیک:
  - برای اهم— واحد اس‌آی جهت بیان مقاومت الکتریکی؛
  - در فیزیک ذرات بنیادی نام باریون امگا
- در ستاره‌شناسی (کیهان‌شناسی)اومگا نماد چگالی جهان است
- سال یا تاریخ مرگ
- نماد شرکت امگا
- در سرگرمی:
  - در نماد بازی خدای جنگ

## نماد کوچک اومگا
حالت کوچک اومگا برای موارد زیر به کار می‌رود:
- در فیزیک به عنوان سرعت زاویه‌ای
- در مکانیک سیالات محاسباتی از اومگا به عنوان نماد ضریب اغتشاش استفاده می‌شود
- در ریاضیات تابع رایت اومگا
- در نظریه اعداد نماد یک تابع بی‌نظم (آریتمیک)
- در فیزیک ذرات بنیادی به نوعی مزون به نام مزون امگا
- در مکانیک نیوتونی به عنوان بسامد زاویه‌ای

## یادداشت
1. ↑  The Greek Alphabet

| الفبای یونانی | الفبای یونانی | الفبای یونانی | الفبای یونانی | الفبای یونانی | الفبای یونانی | الفبای یونانی | الفبای یونانی | الفبای یونانی | الفبای یونانی | الفبای یونانی | الفبای یونانی | الفبای یونانی | الفبای یونانی | الفبای یونانی | الفبای یونانی | الفبای یونانی | الفبای یونانی | الفبای یونانی | الفبای یونانی | الفبای یونانی | الفبای یونانی | الفبای یونانی | الفبای یونانی |
| ------------- | ------------- | ------------- | ------------- | ------------- | ------------- | ------------- | ------------- | ------------- | ------------- | ------------- | ------------- | ------------- | ------------- | ------------- | ------------- | ------------- | ------------- | ------------- | ------------- | ------------- | ------------- | ------------- | ------------- |
| Αα            | Ββ            | Γγ            | Δδ            | Εε            | Ζζ            | Ηη            | Θθ            | Ιι            | Κκ            | Λλ            | Μμ            | Νν            | Ξξ            | Οο            | Ππ            | Ρρ            | Σσς           | Ττ            | Υυ            | Φφ            | Χχ            | Ψψ            | Ωω            |
|               |               |               |               |               |               |               | Ϝϝ*           | Ϛϛ*           | Ͱͱ*           | Ϻϻ*           | Ϙϙ*           | Ϟϟ*           | Ͳͳ*           | Ϡϡ*           | Ϸϸ*           |               |               |               |               |               |               |               |               |